# Termera
Termera (en llatí Termera, en grec antic Τέρμερα o Τερμερον) era una ciutat de la costa de Cària, a la banda sud de la península d'Halicarnàs, prop del Cap Termerium, segons Heròdot i Estrabó. Plini el Vell en parla també però diu erròniament que era una ciutat de Lícia.
Va ser fundada pels doris i sota els romans era una ciutat grega lliure. Els governants de Cària la van utilitzar com a presó i va donar lloc a l'expressió Τερμέρια κακά ('Terméria kaká' infame Termera).